# Stretta (grano)

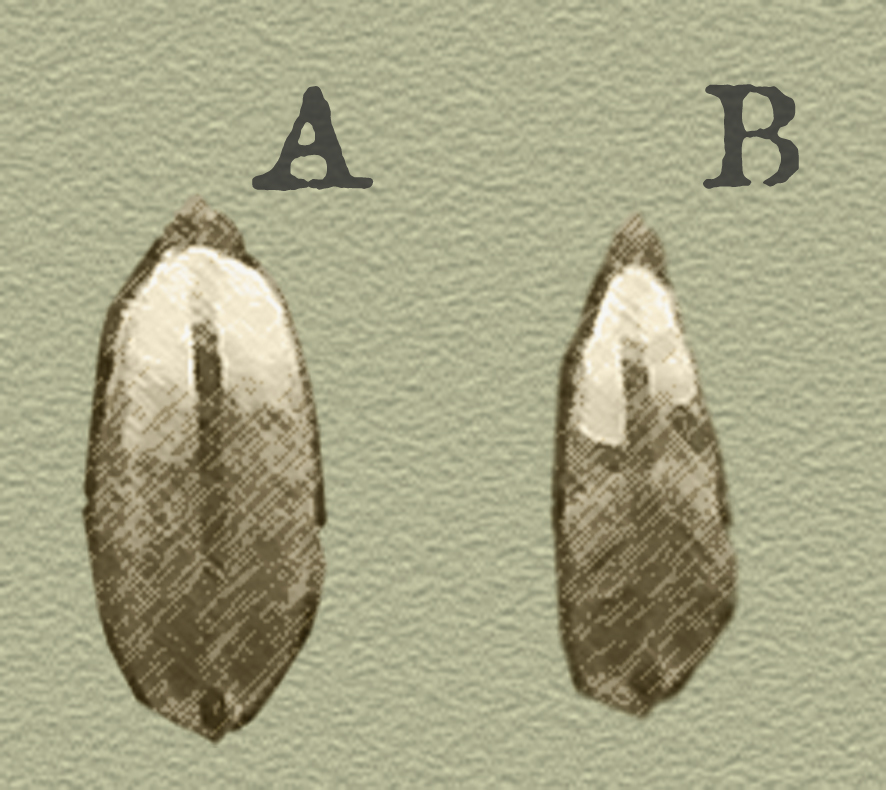
La stretta: cariosside di grano sano (A) a confronto con una rachitica (B), sintomo della "stretta" causata dal calore

La stretta è uno stress idrico o stress da siccità che colpisce le coltivazioni cerealicole durante la fase di granigione. Si manifesta in particolare nelle regioni meridionali in occasione di persistenza di vento di scirocco nella tarda primavera.
È causata dalla siccità e da ondate di calore che inducono le cariossidi al rachitismo. Inoltre la stretta spinge l'apparato fogliare a perire precocemente, interrompendo il flusso di assimilati dalla foglia a bandiera alle cariossidi. Il danno consiste nella riduzione quantitativa delle rese e in un peggioramento delle caratteristiche merceologiche della granella.
L'eccessiva concimazione con composti azotati predispone la coltura alla stretta da caldo in quanto il maggiore rigoglio vegetativo indotto dalla disponibilità di azoto intensifica l'evapotraspirazione e accelera il consumo delle riserve idriche del terreno.
Per combattere la stretta sono state sviluppate e selezionate varietà precoci di cereali (in particolare i grani ibridati dall'italiano Nazareno Strampelli), che evitano lo stress idrico grazie alla precocità di maturazione; una varietà precoce infatti completa il suo ciclo prima dell'arrivo del caldo e della siccità estiva.

## Ricerche
La siccità è tra le principali minacce alla produzione di grano in molte parti del mondo. Lo stress da siccità è notoriamente dannoso per la crescita e gli sviluppi del grano, tra gli effetti noti si ha:
- riduzione delle dimensioni delle piante,
- riduzione dell'area fogliare,
- riduzione del numero di grano, e della biomassa vegetale,
- maturità precoce,
- riduzione dell'estensione fogliare,
- riduzione della fotosintesi,
- disattivazione degli enzimi fotosintetici,
- riduzione dei nutrienti,
- riduzione della fibra alimentare e dei fitochimici di qualità.

In risposta allo stress idrico la pianta manifesta principalmente cambiamenti nella morfologia delle foglie e nella morfologia delle radici.
In particolare il gene HDG11 è associato alla siccità in Arabidopsis (Arabidopsis thaliana), riducendo la densità degli stomi fogliari e riducendo la perdita di acqua fogliare, migliorando così tolleranza alla siccità di piante.
Inoltre, la lunghezza della radice, i numeri delle radici, l'attività della radice, influiranno direttamente sull'assorbimento di acqua e sostanze organiche e inorganiche e quindi influenzeranno direttamente la tolleranza alla siccità delle piante. Ciò avviene con la sovraespressione di un gene del fattore di trascrizione NAC associato allo stress-risposta, il gene TaSNAC8-6A, questo fa aumentare il numero di radici laterali delle piante e quindi migliorare la capacità di assorbimento d'acqua delle radici e la resistenza del grano alla siccità.

### Fisiopatologia

Meccanismi coinvolti nella resilienza allo stress idrico nei vegetali

La tolleranza alla siccità è un complesso tratto agronomico di piante controllate da molti Quantitative Trait Locus (QTL) e/o geni; associati ad un particolare carattere quantitativo. 
L'individuazione di questi meccanismi, mediante meccanismi funzionali che utilizzano sia la genomica sia le tecniche biotecnologiche (tradizionali,  moderna, metabolomica, trascrizionemica, proteomica e approcci transgenici e metodi biochimici), permettono di migliorare notevolmente la tolleranza allo stress da siccità in cereacultura.
Inoltre, l'Acido abscissico (ABA) è il principale ormone vegetale esso gestisce gli stomi per un uso efficiente dell'acqua riducendo la traspirazione, funge da collettore per i segnali interni ed esterni per contrastare e controllare la tolleranza alla siccità. 
Insieme l'ABA e l'Acido giberrellico (GA) contribuiscono a promuovere la germinazione del grano in condizioni di siccità. 
Altri fitormoni, ROS, NO e miRNA sono stati tutti implicati nella tolleranza alla siccità, ma hanno anche funzioni uniche.
Le complesse reti di segnalazione costituite da questi segnali interni ed esterni sono il risultato di una serie di strategie adattive per affrontare i fattori ambientali per le piante di grano. 
Molti geni casuali e molti QTL relativi allo stress da siccità non sono stati identificati al 2024, e i meccanismi regolatori dei geni casuali identificati non sono pienamente compresi.
Sono però noti solo alcuni meccanismi implicati nella resistenza allo stress idrico, questi sono:
- Tolleranza alla siccità basata sul carattere degli stomi
- Tolleranza alla siccità basata sul carattere fogliare
- Tolleranza alla siccità basata sull'architettura dei peli radicali
- Tolleranza alla siccità basata sulla regolazione osmotica
- Tolleranza alla siccità basata sulla risposta antiossidante
- Risposte della fotosintesi legate alla tolleranza alla siccità
- Multi-omica: strumenti di rilevamento molecolare per la tolleranza alla siccità
- Tolleranza alla siccità associata a QTL
- Regolazione basata su fattori di trascrizione
- Regolazione basata sui fitormoni
- Regolazione correlata all'acido abscissico (ABA)
- Regolazione correlata agli acidi gibberellici (GA)
- Altre regolazioni legate ai fitormoni
- Regolazione correlata alle specie reattive dell'ossigeno (ROS) e all'ossido nitrico (NO)
- Regolazione correlata ai microRNA